# Chrámec
Chrámec (maďarsky Harmac) je obec na Slovensku, v okrese Rimavská Sobota v Banskobystrickém kraji.
Žije zde 458 obyvatel. V roce 2001 se 66 % obyvatel hlásilo k maďarské národnosti.. Území obce sousedí s Maďarskem.